# Туймаада
Туйма́ада (якут. Туймаада) — долина в среднем течении, по левому берегу реки Лены. В долине расположен город Якутск с прилегающими населёнными пунктами, в числе которых Жатай, Хатассы, Табага, Кангалассы, Тулагино, Кильдямцы, Сырдах, Владимировка, Капитоновка, Маган, Пригородный, Старая Табага.

## География
Туймаада — самая большая по численности населения из трёх основных долин (также Эркээни и Энсиэли) в среднем течении Лены. Площадь — 700 км². Население — 343,8 тыс. человек (2019), то есть более трети населения всей Якутии.
На территории долины множество озёр, стариц и протоков Лены. Над западной частью Туймаады — гора Чочур-Муран.
Климат резко континентальный. Средняя температура января −39,6 °С, июля +19,0 °С. Норма осадков — около 240 мм в год.

## История
По фольклорным преданиям в этой долине поселились прародители якутов Омогой Бай и Эллэй Боотур.
В действительности долина Туймаада была заселена ещё в палеолите. Археологические исследования привели к большому количеству находок на сравнительно небольшой территории. Было найдено более 200 археологических памятников палеолита, мезолита, неолита, бронзового и раннего железного веков, а также средневековья.
В Якутии проходит международная олимпиада Туймаада. Также в Якутске издаётся местная газета «Туймаада».

## Фотографии

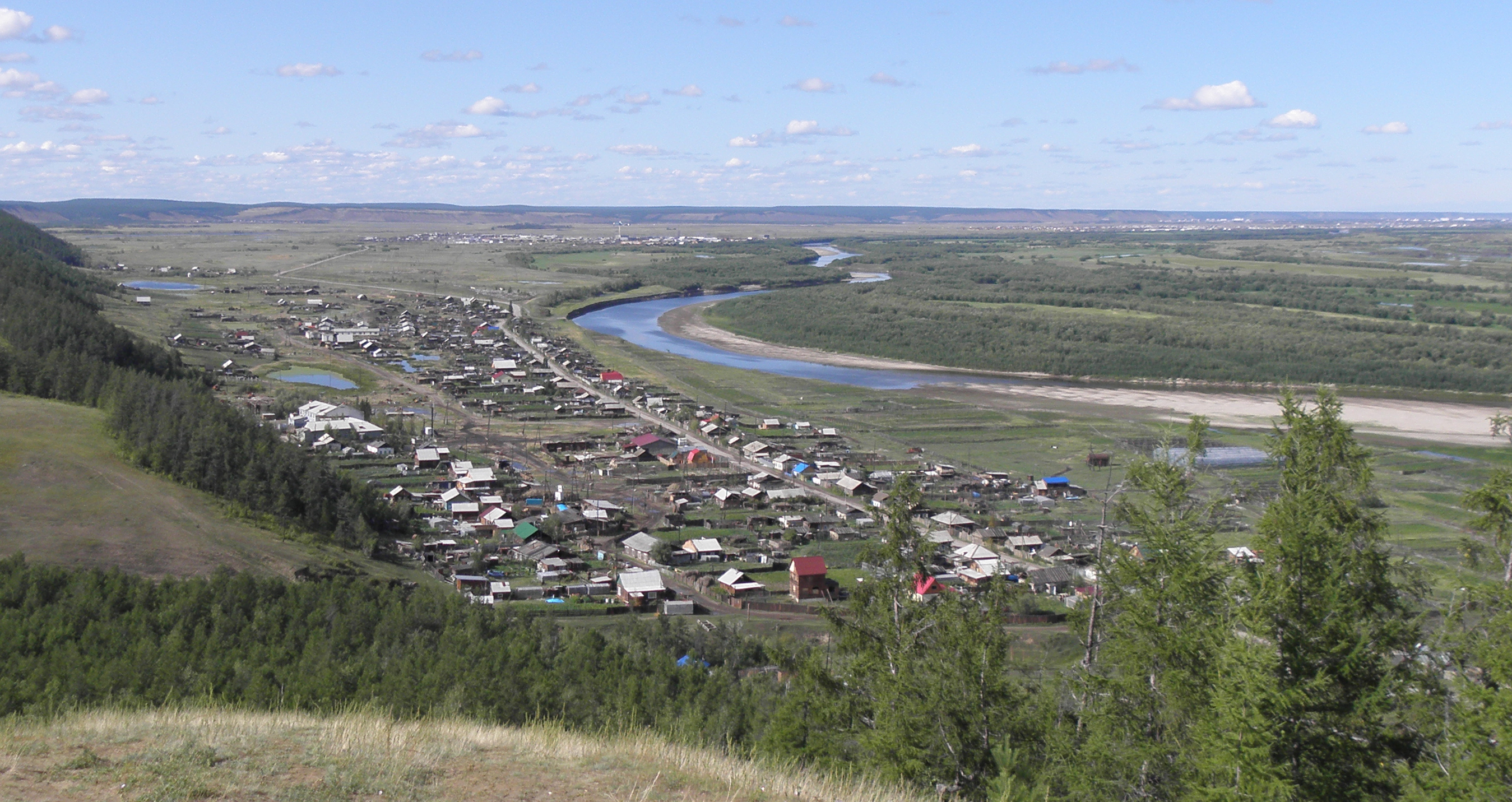
Вид на долину с сопок её южного борта, в районе села Старая Табага
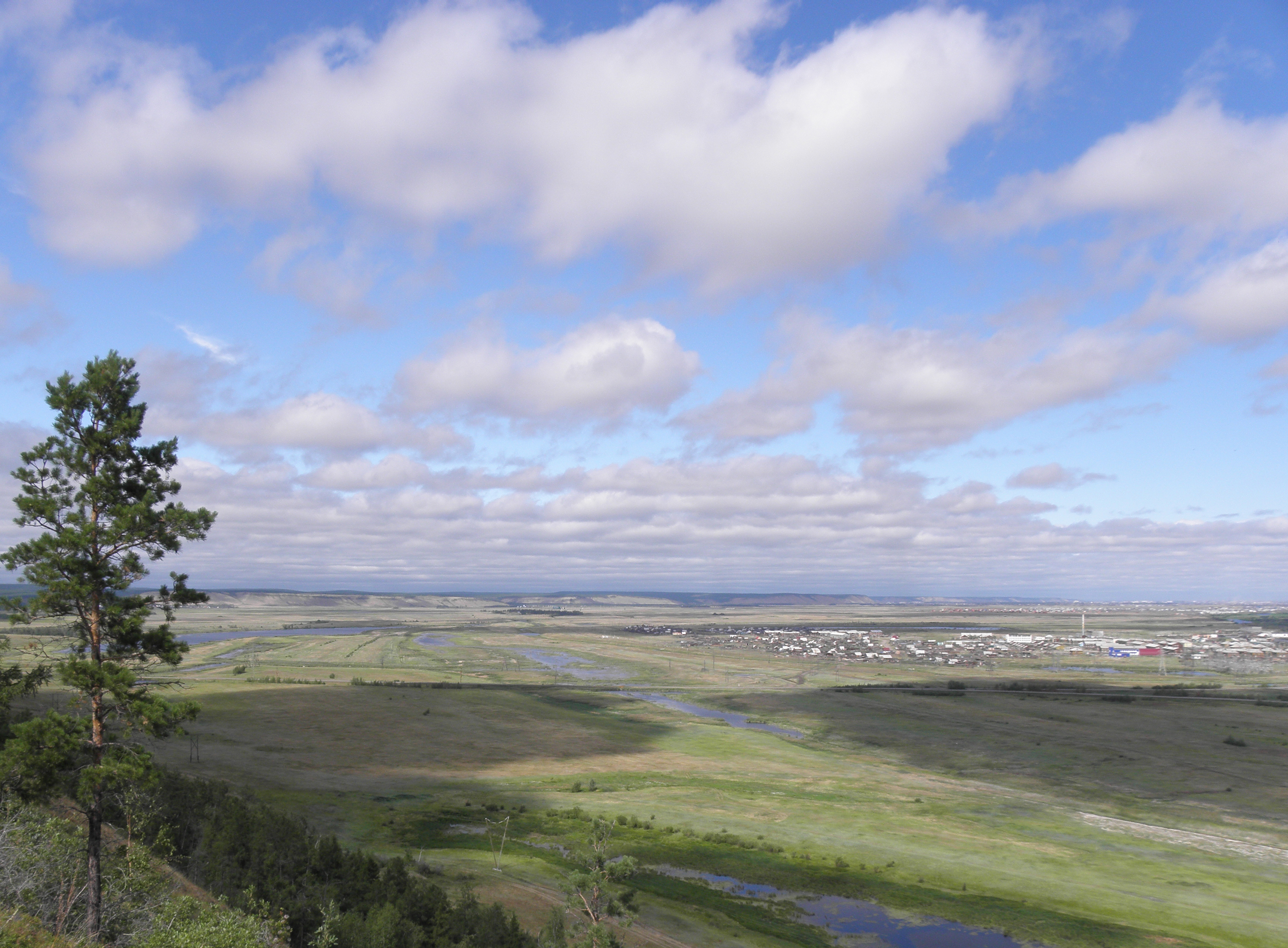
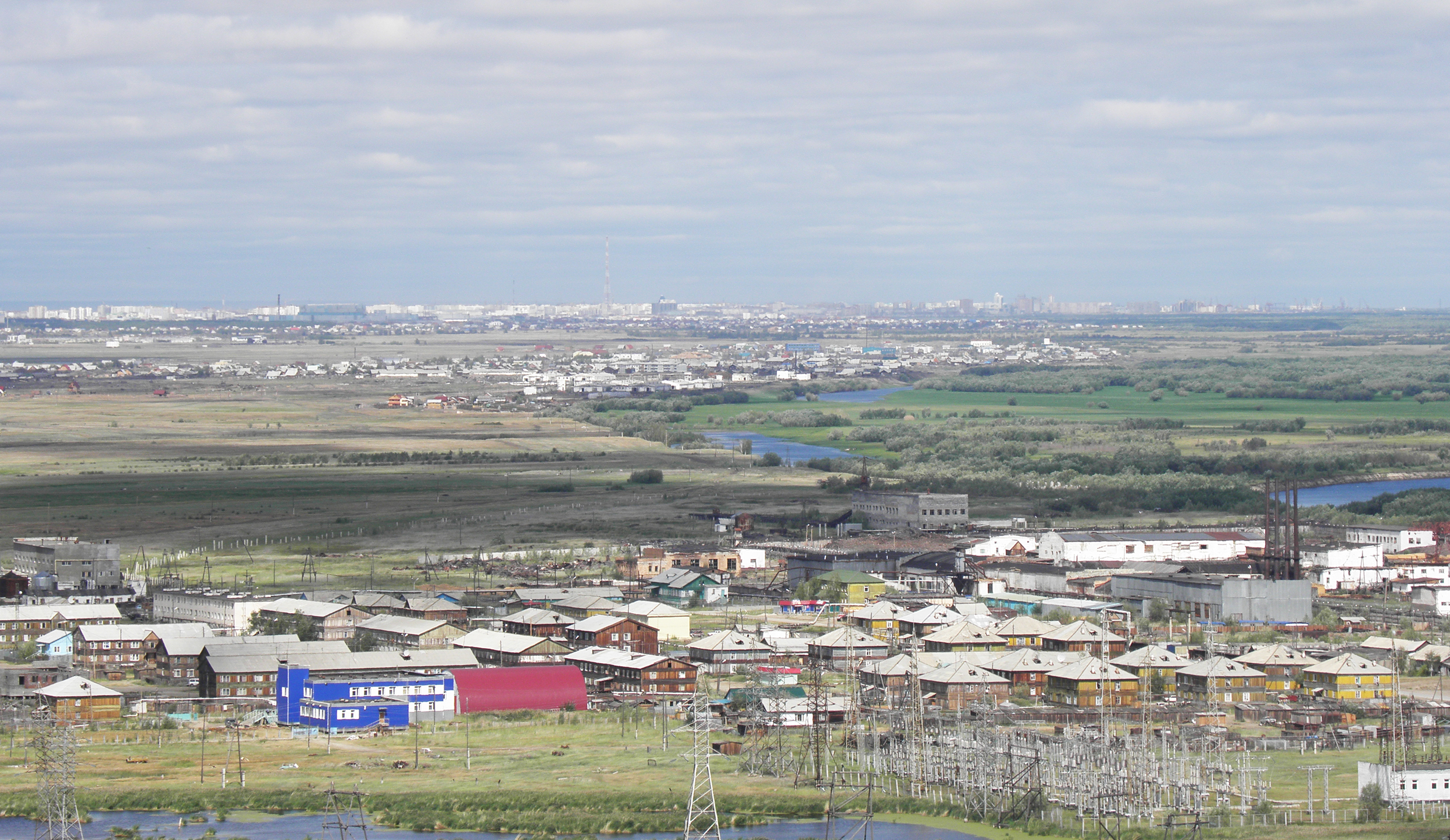
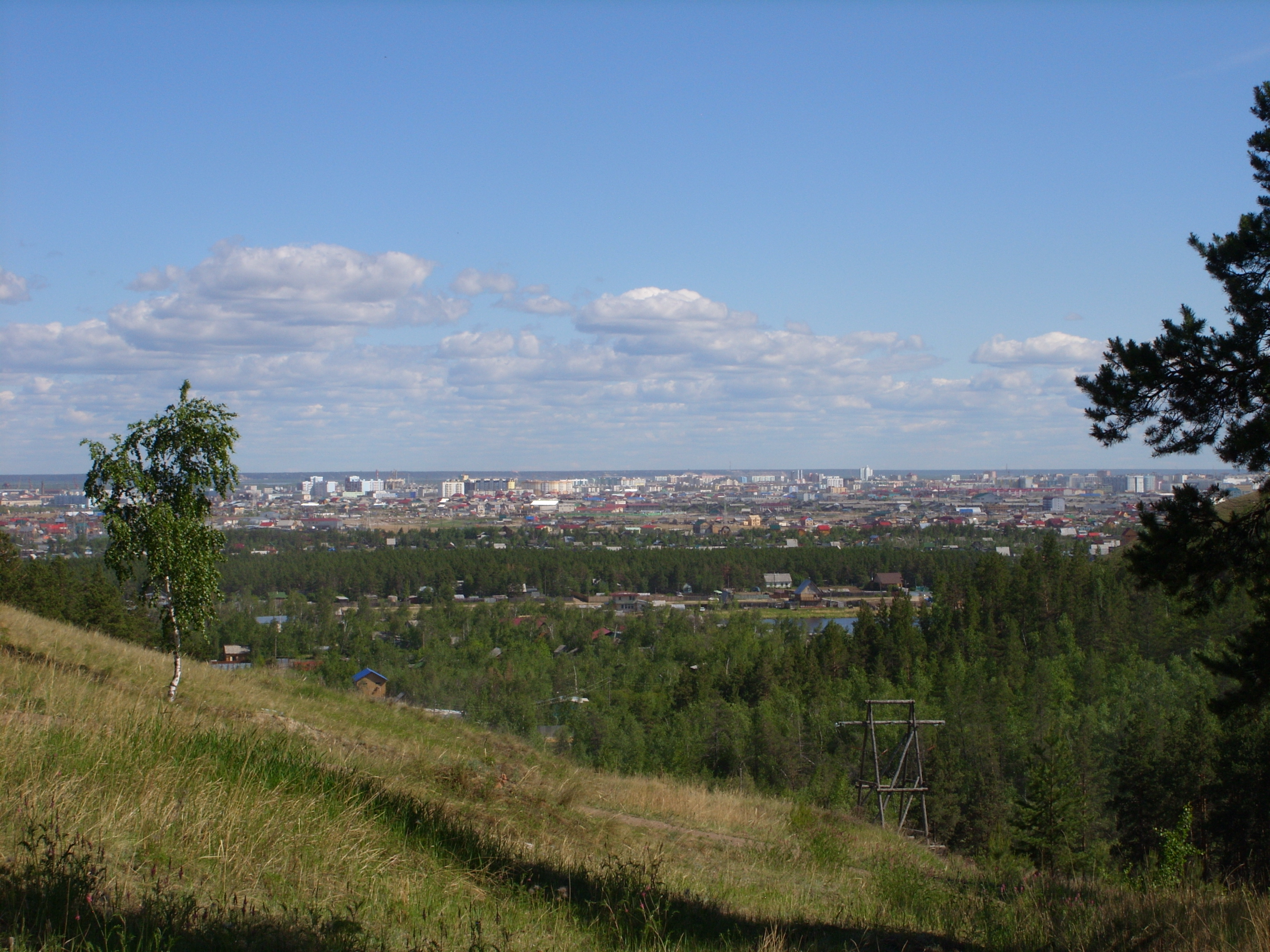
Вид на долину Туймаада и город Якутск в районе т. н. «Сопки Любви»
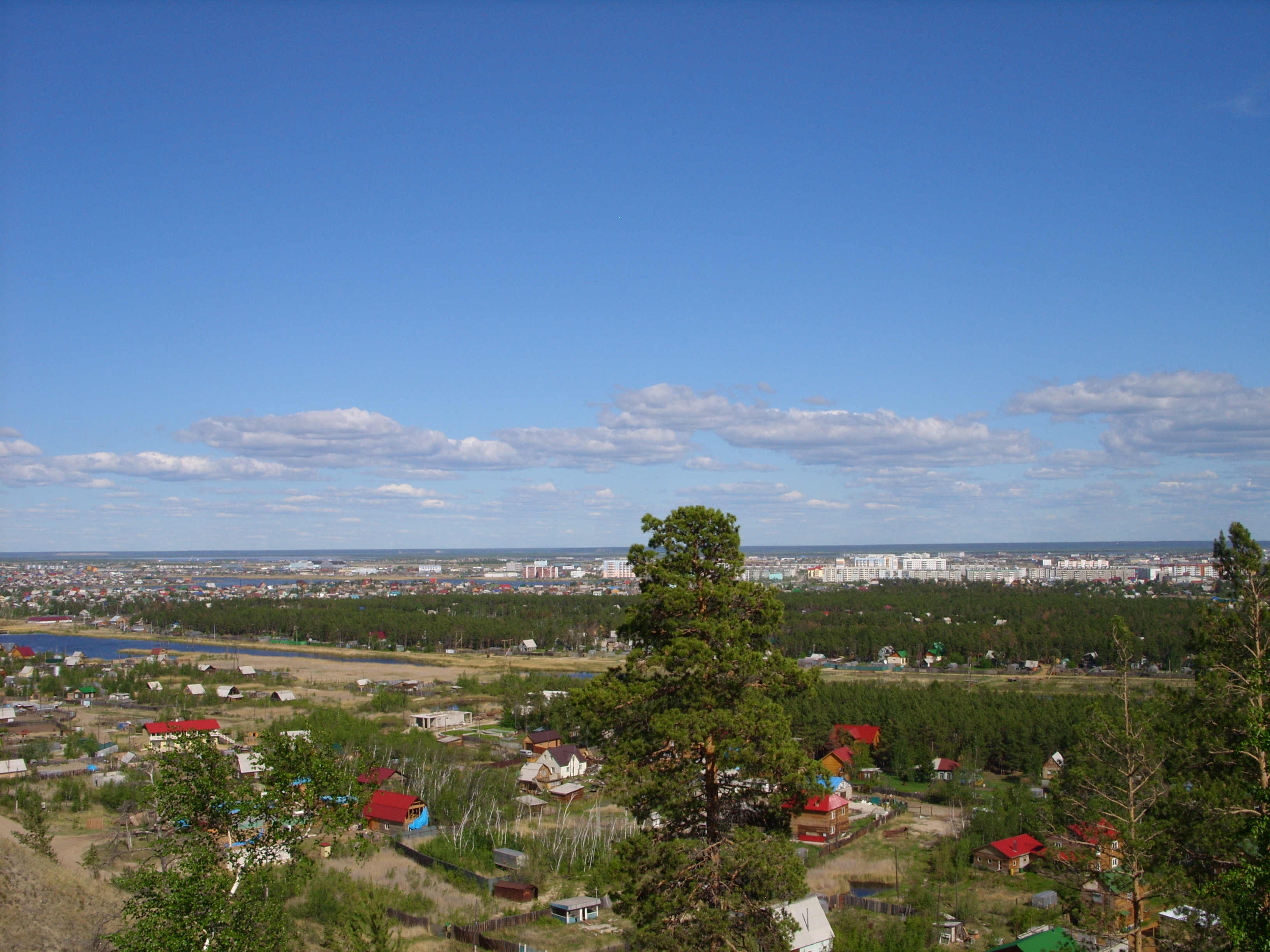
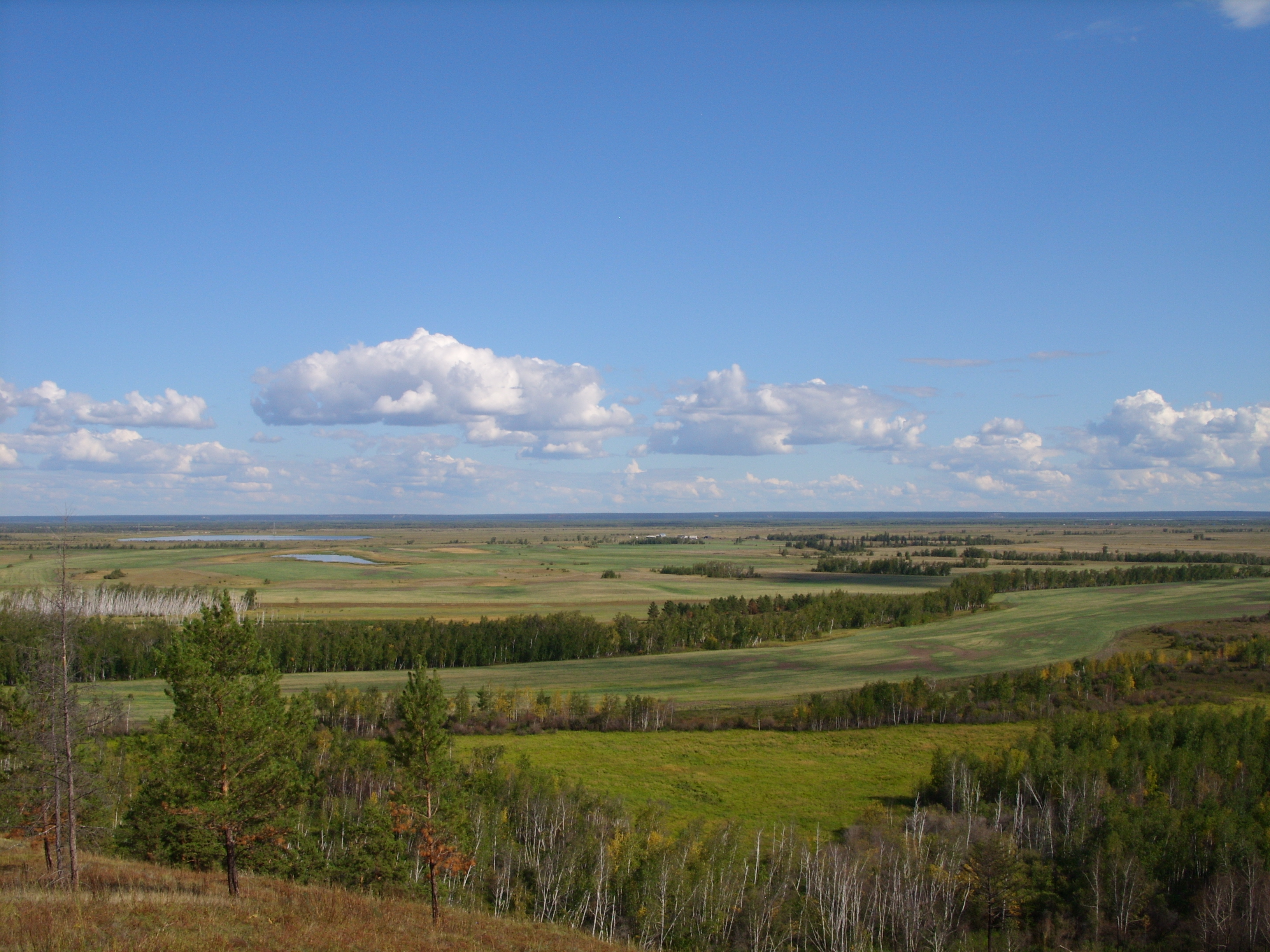
Вид на долину в районе села Кильдямцы
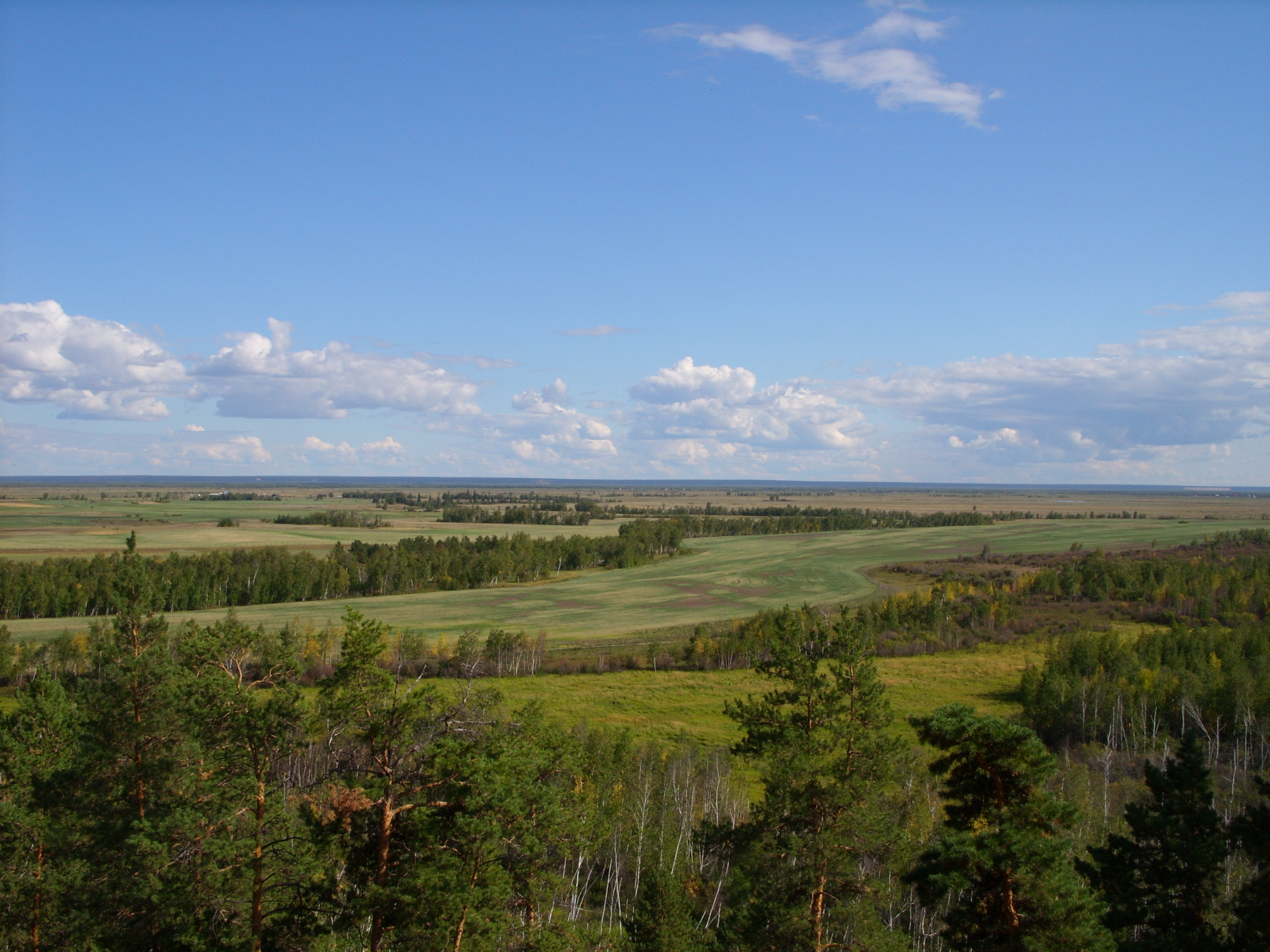
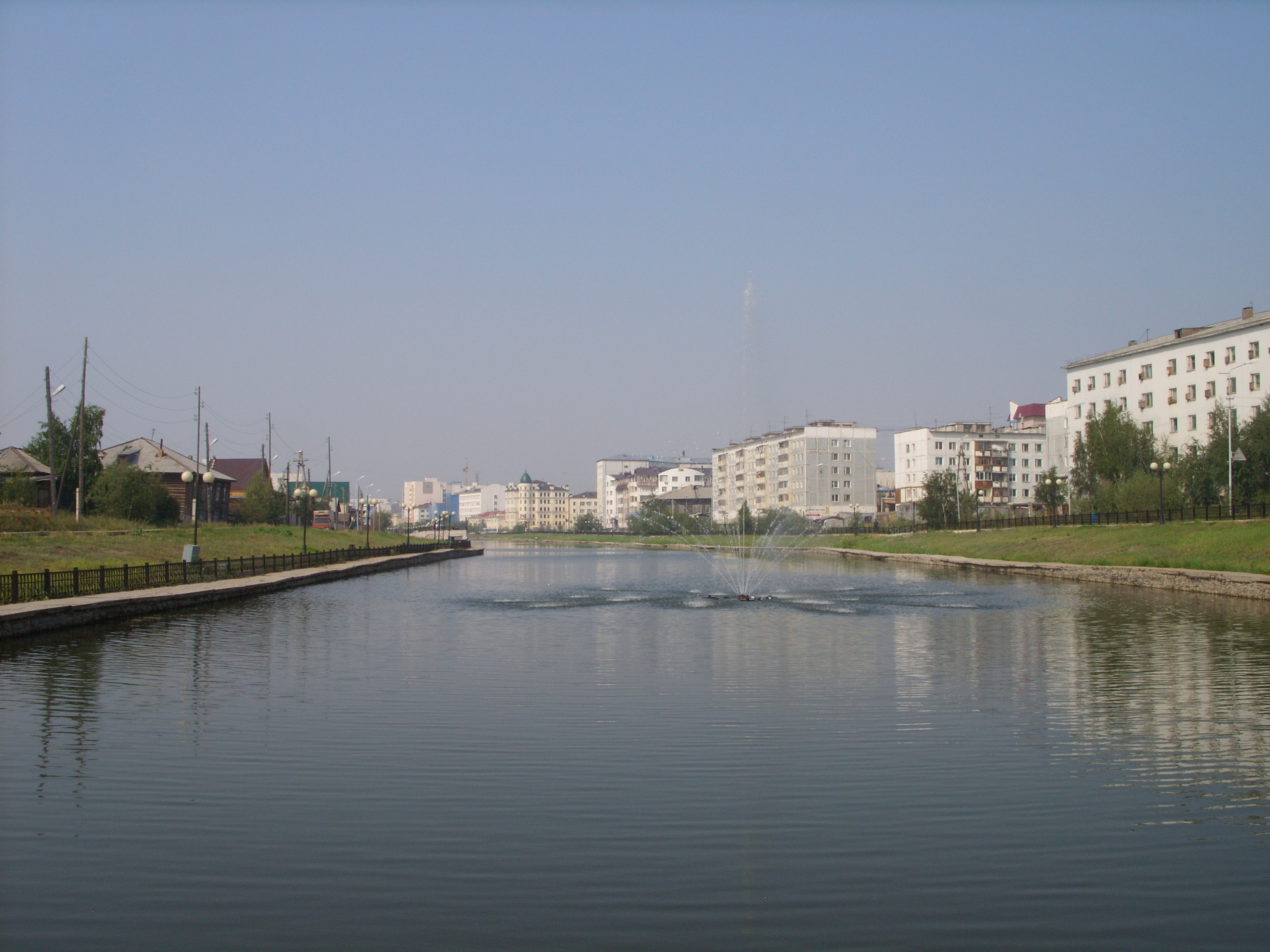
Типичное для ландшафта Туймаады старичное озеро Тёплое
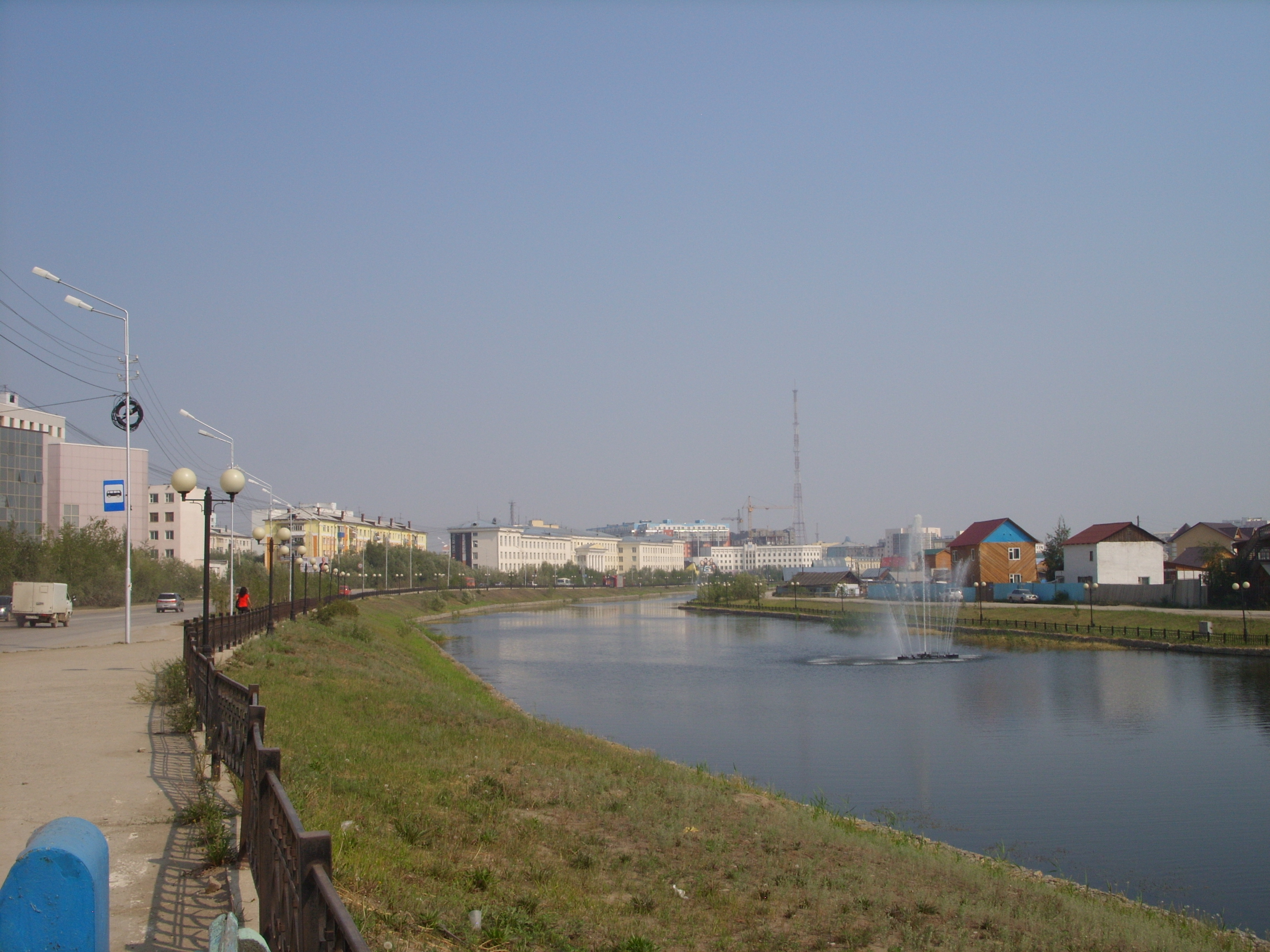
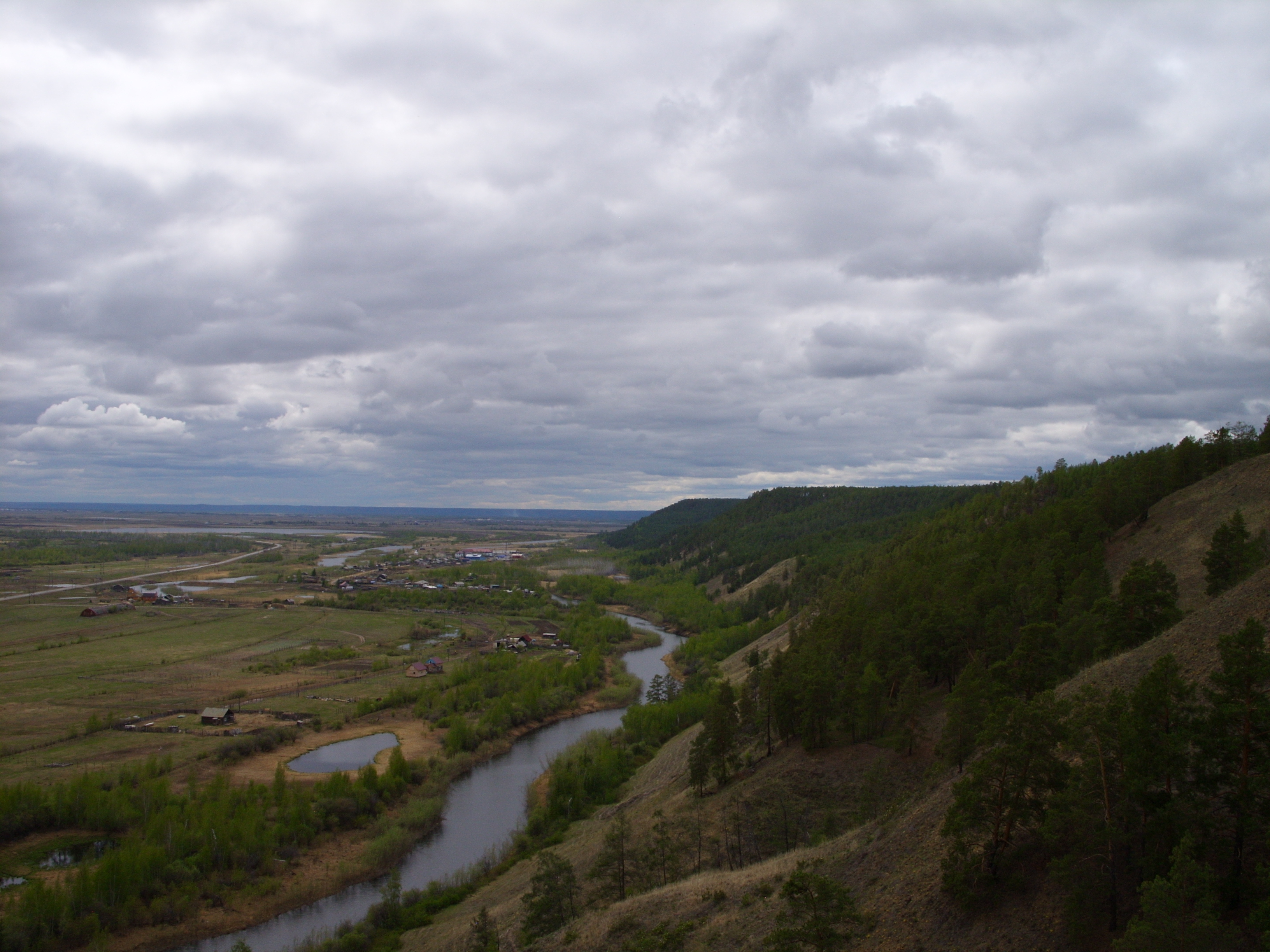
Вид на долину Туймаада и коренной берег южнее посёлка Кангалассы